# 经济型酒店
经济型酒店（亦可称为廉价酒店）是介于星级酒店和普通招待所、旅馆之间的一种旅店经营形态。经济型酒店在中國以外已经比较普及，并且形成了一套比较成熟的国际规范。普遍以星級標準通常會評為或者判斷為三星級酒店。
在中国，经济型酒店是目前酒店业投资的热点，比较著名的有总部位于上海的锦江之星、总部位于北京的如家快捷等。
海外的日本有東橫Inn，歐洲的Ibis等。

## 模式
经济型酒店目前在学术界还没有一个统一的定义。国外对经济型酒店的划分主要以价格为标准，例如经济型酒店是指不提供全面服务（full service）的，房价在1991-1993年期间维持在33美元以下的酒店。根据经济型酒店的特点和中国的实际情况，经济型酒店的定义可以总结为： “以大众旅行者和中小商务者为主要服务对象，以客房为唯一或核心产品，价格低廉（一般在300元人民币以下），服务标准，环境舒适，硬件上乘，性价比高的现代酒店业态。”
相对于传统的社会宾馆来说，经济型酒店在客房设施的舒适性以及服务水平上都具有较大的竞争优势。同时在价格上又比高星级酒店动则上千元的价格便宜了很多，所以经济型酒店的市场定位很明确的确定在了商务人士、工薪阶层、普通自费旅游者和学生群体等人群。可想而知其潜在的市场价值有多大。同时，经济型酒店简化了一般酒店具有的功能，把服务投入集中在了住宿上，力求提供一个舒适的休息环境，另一方面大大压缩，简化了餐饮，娱乐，康乐等设施的投入。因此经济型酒店的投资，以及运行成本都会大大的降低，这有利于其迅速的发展和扩展市场。
以日本為例，APA集團、東橫INN等商旅大多選擇偏小的單一房型壓縮成本，其他服務則是需要付費的加值制度。

## 外部連結
- 汽車旅館
- 青年旅舍
- 招待所
- 膠囊酒店
- 日式旅館
- 情人酒店
- 客棧